# تجدانو
تجدانو، روستایی در دهستان نورآباد بخش مرکزی شهرستان منوجان در استان کرمان ایران است.

## جمعیت
بر پایه سرشماری عمومی نفوس و مسکن در سال ۱۳۹۵، جمعیت این روستا برابر با ۱٬۱۱۰ نفر (۳۳۲ خانوار) بوده‌است.